# Tomlinsonia asymetrica
Tomlinsonia asymetrica is een rankpootkreeftensoort uit de familie van de Trypetesidae. De wetenschappelijke naam van de soort is voor het eerst geldig gepubliceerd in 1976 door Turquier & Carton.